# Cagliari Calcio 1988-1989

## Stagione

Il Cagliari posa con il trofeo della Coppa Italia Serie C

Durante la stagione 1988-1989 il Cagliari giocò in Serie C1, 3º livello calcistico italiano, nel girone B, per il secondo anno consecutivo. La società, con in panchina Claudio Ranieri, ottenne la promozione diretta in Serie B vincendo il proprio girone con 45 punti, seguito dal Foggia con 42. 
Completò l'annata vincendo anche la Coppa Italia Serie C dove batté nella doppia finale i ferraresi della SPAL con un perentorio 0-3 a Ferrara e 2-1 al Sant'Elia.
In quell'anno il Cagliari si tolse la soddisfazione di rimanere imbattuto in tutte le sfide contro i corregionali e rivali della Torres, pareggiando entrambe le partite in campionato, ed estromettendoli invece dalla Coppa ai sedicesimi di finale, pareggiando all'andata per 0-0 e vincendo la partita di ritorno per 0-1 a Sassari.

## Rosa
| N. |                   | Ruolo | Calciatore                  |
| -- | ----------------- | ----- | --------------------------- |
|    | Italia (bandiera) | P     | Mario Ielpo                 |
|    | Italia (bandiera) | P     | Guido Nanni                 |
|    | Italia (bandiera) | D     | Daniele Davin               |
|    | Italia (bandiera) | D     | Giuseppe De Amicis          |
|    | Italia (bandiera) | D     | Michele Fadda               |
|    | Italia (bandiera) | D     | Gianluca Festa              |
|    | Italia (bandiera) | D     | Gianluca Pacioni            |
|    | Italia (bandiera) | D     | Mauro Valentini             |
|    | Italia (bandiera) | C     | Roberto Barozzi             |
|    | Italia (bandiera) | C     | Lucio Bernardini (capitano) |

| N. |                   | Ruolo | Calciatore            |
| -- | ----------------- | ----- | --------------------- |
|    | Italia (bandiera) | C     | Massimiliano Cappioli |
|    | Italia (bandiera) | C     | Paolo Di Lena         |
|    | Italia (bandiera) | C     | Luciano De Paola      |
|    | Italia (bandiera) | C     | Maurizio Giovannelli  |
|    | Italia (bandiera) | C     | Ivo Pulga             |
|    | Italia (bandiera) | A     | Guglielmo Coppola     |
|    | Italia (bandiera) | A     | Massimiliano Pani     |
|    | Italia (bandiera) | A     | Giampietro Piovani    |
|    | Italia (bandiera) | A     | Fabrizio Provitali    |

## Divise e sponsor

Il Cagliari con la divisa da trasferta

| Casa | Trasferta | Terza divisa |  |

## Risultati

### Serie C1

#### Girone di andata
| 11 settembre 1988 1ª giornata | Monopoli | 1 – 1 | Cagliari |  |

| 18 settembre 1988 2ª giornata | Cagliari | 2 – 0 | Salernitana |  |

| 25 settembre 1988 3ª giornata | Giarre | 1 – 0 | Cagliari |  |

| 2 ottobre 1988 4ª giornata | Cagliari | 1 – 0 | Casarano |  |

| 9 ottobre 1988 5ª giornata | Campobasso | 1 – 0 | Cagliari |  |

| 16 ottobre 1988 6ª giornata | Cagliari | 1 – 1 | Brindisi |  |

| 23 ottobre 1988 7ª giornata | Torres | 1 – 1 | Cagliari |  |

| 30 ottobre 1988 8ª giornata | Cagliari | 2 – 0 | Vis Pesaro |  |

| 6 novembre 1988 9ª giornata | Rimini | 0 – 1 | Cagliari |  |

| 13 novembre 1988 10ª giornata | Cagliari | 3 – 0 | Frosinone |  |

| 20 novembre 1988 11ª giornata | Palermo | 1 – 1 | Cagliari |  |

| 27 novembre 1988 12ª giornata | Cagliari | 0 – 0 | Casertana |  |

| 4 dicembre 1988 13ª giornata | Catania | 1 – 0 | Cagliari |  |

| 11 dicembre 1988 14ª giornata | Cagliari | 2 – 1 | Perugia |  |

| 18 dicembre 1988 15ª giornata | Ischia Isolaverde | 0 – 0 | Cagliari |  |

| 31 dicembre 1988 16ª giornata | Cagliari | 0 – 0 | Foggia |  |

| 7 gennaio 1989 17ª giornata | Francavilla | 0 – 0 | Cagliari |  |

#### Girone di ritorno
| 15 gennaio 1989 18ª giornata | Cagliari | 1 – 0 | Monopoli |  |

| 22 gennaio 1989 19ª giornata | Salernitana | 1 – 2 | Cagliari |  |

| 5 febbraio 1989 20ª giornata | Cagliari | 2 – 1 | Giarre |  |

| 12 febbraio 1989 21ª giornata | Casarano | 2 – 2 | Cagliari |  |

| 19 febbraio 1989 22ª giornata | Cagliari | 1 – 0 | Campobasso |  |

| 5 marzo 1989 23ª giornata | Brindisi | 0 – 1 | Cagliari |  |

| 12 marzo 1989 24ª giornata | Cagliari | 1 – 1 | Torres |  |

| 19 marzo 1989 25ª giornata | Vis Pesaro | 0 – 0 | Cagliari |  |

| 25 marzo 1989 26ª giornata | Cagliari | 3 – 1 | Rimini |  |

| 9 aprile 1989 27ª giornata | Frosinone | 2 – 2 | Cagliari |  |

| 16 aprile 1989 28ª giornata | Cagliari | 1 – 0 | Palermo |  |

| 23 aprile 1989 29ª giornata | Casertana | 0 – 0 | Cagliari |  |

| 30 aprile 1989 30ª giornata | Cagliari | 2 – 0 | Catania |  |

| 14 maggio 1989 31ª giornata | Perugia | 2 – 0 | Cagliari |  |

| 21 maggio 1989 32ª giornata | Cagliari | 1 – 0 | Ischia Isolaverde |  |

| 28 maggio 1989 33ª giornata | Foggia | 2 – 0 | Cagliari |  |

| 4 giugno 1989 34ª giornata | Cagliari | 3 – 1 | Francavilla |  |

### Coppa Italia Serie C

#### Fase eliminatoria a gironi
| Iglesias | Cagliari | 4 – 1 | Tempio | Stadio Monteponi Iglesias |

|  | Cagliari | 2 – 1 | Olbia | Stadio Amsicora |

#### Fase finale
| Cagliari Sedicesimi di finale - Andata | Cagliari | 0 – 0 | Torres | Stadio Amsicora |

| Sassari Sedicesimi di finale - Ritorno | Torres | 0 – 1 | Cagliari | Stadio Acquedotto |

| Ischia Ottavi di finale - Andata | Ischia Isolaverde | 0 – 3 | Cagliari | Stadio Enzo Mazzella |

| Cagliari Ottavi di finale - Ritorno | Cagliari | 3 – 1 | Ischia Isolaverde | Stadio Amsicora |

| Arezzo Quarti di finale - Andata | Arezzo | 0 – 0 | Cagliari | Stadio Città di Arezzo |

| Cagliari Quarti di finale - Ritorno | Cagliari | 1 – 0 | Arezzo | Stadio Amsicora |

| Brindisi Semifinale - Andata | Brindisi | 0 – 0 | Cagliari | Stadio Franco Fanuzzi |

| Cagliari Semifinale - Ritorno | Cagliari | 1 – 0 | Brindisi | Stadio Amsicora |

| Ferrara Finale - Andata                                    | SPAL      | 0 – 3                    | Cagliari | Stadio Paolo Mazza |
| \| \| \| \| \| \| Marcatori \| 70’ 73’ Pani 85’ Barozzi \| |           |                          |          |                    |
|                                                            |           |                          |          |                    |
|                                                            | Marcatori | 70’ 73’ Pani 85’ Barozzi |          |                    |

| Cagliari Finale - Ritorno                                            | Cagliari  | 2 – 1       | SPAL | Stadio Sant'Elia |
| \| \| \| \| \| Pani 74’ De Amicis 90’ \| Marcatori \| 51’ Fattori \| |           |             |      |                  |
|                                                                      |           |             |      |                  |
| Pani 74’ De Amicis 90’                                               | Marcatori | 51’ Fattori |      |                  |